# Rättvik
Rättvik er et byområde i Rättviks kommun i Dalarnas län i Sverige. Den har et indbyggertal på 5.369 (2023) indbyggere.